# Kodeks Ixtlilxochitl

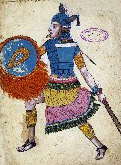
Fragment strony z Kodeksu Ixtlilxochitl – Pan Texcoco Nezahualcoyotl.

Kodeks Ixtlilxochitl – dokument opisujący kalendarzowe święta i rytuały azteckich teocalli -kapłanów.

## Historia
Kodeks Ixtlilxochitl jest w głównej mierze przypisywany Fernando de Alva Ixtlilxochitl (1568–1648), siedemnastowiecznemu historykowi. Z całą pewnością posiadał on trzecią część kodeksu, choć uważa się, iż w jego rękach był cały kodeks, który nie był jeszcze złożony w formie ostatecznej. Rękopisom formę kodeksu nadał Carlos Sigüenza y Góngora (1645–1700) meksykański uczony i jezuita. Posiadane materiały spiął razem i w tej postaci były przez lata przechowywane w jego bibliotece. Wiadomo, iż uczony uratował manuskrypty podczas pożaru w 1629 r. Kolejnym właścicielem manuskryptu był Sigüenza y Góngora, bliski przyjaciel domu Alva Ixtlilxochitl, który zakupił wszystkie dokumenty Fernando de Alva od jego syna Juana. Po śmierci Gongora manuskrypty trafiły w ręce włoskiego jezuity i bibliografa Lorenzo Boturini a dalej do meksykańskiego antykwariusza Juan Eugenio de Santelizes. W 1840 r. manuskrypt został wywieziony z Meksyku do Paryża przez Joseph Marius Alexis Aubin'a a tam trafił do paryskiego kolekcjonera E. Eugene Goupil. Po jego śmierci wszystkie jego zbiory zostały przeniesione do Biblioteki Narodowej w Paryżu, gdzie otrzymały numer katalogowy (65 – 71).
Strony zachowały swoje pierwotne numery nadane w bibliotece Góngora.

## Opis
Kodeks Ixtlilxochitl jest obrazowym opisem życia Azteków przed konkwistą, ujętym w pojęciu kulturalnym kolonializmu XVII-wiecznego. Na kartach manuskryptu widać obok oryginalnych form azteckich wpływy XVI i XVII-wiecznych skrybów. Napisany został w języku hiszpańskim, posiada 50 stron obejmujących 27 oddzielnych arkuszy europejskiego papieru z 29 rysunkami.
Sam rękopis jest połączeniem trzech odmiennych i niezwiązanych dokumentów datowanych na późny szesnasty i wczesny siedemnasty wiek, które zostały zebrane i złożone razem w połowie osiemnastego wieku.
Część pierwsza (str. 94-104) datowana jest na ok. 1600 rok i prawdopodobnie jest kopią wcześniejszego dokumentu powstałego pomiędzy 1529 a 1553 rokiem. Dokument ten powstał na zlecenie franciszkańskiego zakonnika a jego celem było przedstawienie i skatalogowanie azteckiego życia rytualnego. Zagubiony prototyp, dziś uznawany za prototyp kodeksów z grupy Kodeksów Magliabechiano, zawierał opis sześćdziesięciu świąt, bóstw, cyklów kalendarzowych i zwyczajów. Każdy opis zawierał adnotację objaśniającą w języku hiszpańskim i języku nahuatl. Kodeks Ixtlilxochitl zachowuje obrazy i opis osiemnastu cykli miesięcznych (str 97), dwa opisy boga Quetzalcoatla i tyle samo opisów obrządków pogrzebowych.

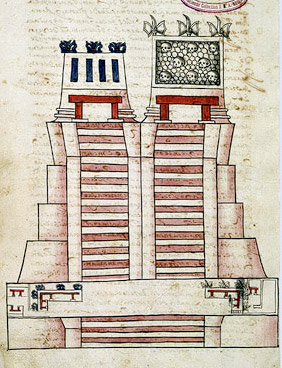
Fragment ze strony Kodeksu Ixtilxochitl- świątynia

Część druga (str.105-12) zawiera opis hiszpańskiej administracji w połączeniu z azteckimi zwyczajami i religią. Sekcja ta jest zilustrowanym fragmentem innego dzieła pt. La relación de Texcoco, autora Juan Bautista Pomara, w prostej linii potomka azteckiego króla z Texcoco. Część ta powstała w 1577 r. na rozkaz króla Filipa II i zawierała odpowiedzi na pięćdziesiąt pytań zadanych miejscowym urzędnikom. Każde pytanie dotyczyło poszczególnych informacji na temat społeczności Nowej Hiszpanii.
W 1582 r. Juan Bautista Pomar jako namiestnik swojego miasta opowiedział na dekret królewski obszernym dokumentem w formie dyskusji azteckich bogów oraz zawarł wiele komentarzy do różnych aspektów prekolumbijskiej i kolonialnej kultury azteckiej. W tej części Kodeks Ixtlilxochitl zawiera sześć ilustracji znajdujących się w La relación de Texcoco oraz cztery linie genealogiczne rodów prekolumbijskiego Texcoco wraz z ich bogato ilustrowanymi obrazami.
Prócz tego znajdują się tam opisy boga wody Tlaloca. Postać bóstwa jest mieszanką hiszpańskiego i azteckiego stylu. Występuje w trzech wymiarach, pod lekkim kątem do widza a jego ozdoby są namalowane bardzo naturalistycznie. Pozostałe szczegóły zostały wykonane w duchu azteckim. Zachowana ikonografia wykonana została w stylu prekolumbijskim, jednakże opatrzona europejskimi liczbami. Patrząc na strony kodeksu, na jego niepowtarzalną mieszankę europejską i aztecką zauważa się nieporównywalność tych dwóch wizualnych stylów.
W Kodeksie Ixtlilxochitl znajduje się również rysunek głównej świątyni – kościoła Texcoco (str. 112), będący wzorem świątyni w Tenochtitlán. Kościół zbudowany jest w typowo azteckiej formie i podzielony na dwie główne świątynie. Do wysokiej platformy stopniowej piramidy prowadzą z obu stron schody otoczone balustradą. Na szczytach bliźniaczych kościołów znajduje się po lewej stronie świątynia Tlaloca a po prawej świątynia Huitzilopochtli. Ta pierwsza ozdobiona jest niebieskim gzymsem przypominającym blanki, a nadbudowa świątyni Huitzilopochtli ozdobiona jest ludzkimi czaszkami i wielkimi muszlami. Obie budowle spoczywają na obszernej platformie na której znajdują się pomniejsze budynki.
Prócz przeplatanych stylów kodeks bogaty jest w szczegóły ikonografii azteckiej, jednakże autor, Alva Ixtlilxochitl, upiększył je dodając własne kolory. Ślady stóp, tak charakterystyczne dla Kodeksów azteckich, zostały przykładowo pomalowane no różowy kolor.
Część trzecia (str. 113-22) stanowi ilustrowaną dyskusje na temat azteckiego kalendarza. Przypomina ona tekst pierwszych dziewiętnastu rozdziałów książki Bernardino de Sahagúna pt.Historia general de las cosas de Nueva España.

## Publikacje
- Elizabeth H. Boone, Kodeks Magliabechiano i Zagubiony Prototyp Kodeksó z Grupy Magliabechiano ( Berkeley, Los Angeles i Londyn, 1983), pp. los, 107 – 12;
- Bernardino de Sahagún, Historia general de las cosas de Nueva España, wyd. Angel Maria Garibay Kintana (Mexico, 1975), vol. I; Boone, Codex Magliabechiano, p. 101.
- Codex Magliabechiano, pp. 107-12, Jacqueline de Durand-Forest, "Komentarz do Codex Ixtlilxochitl, Biblioteka Narodowa, Paris (Ms. Mex. 65-74, /i>, wyd. Ferdinand Anders (Graz, 1976), pp. 9-11.
- Codex Ixtlilxochitl. Fontes Rerum Mexicanarum Vol. 9 by Jacqueline de Durand Forest
- Anales de Tula. Fontes Rerum Mexicanarum Vol. 1 by Rudolf A. M. Van Zantwijk
- "Illustrations Acolhua de facture européenne (Codex Ixtlilxochitl, ff. 105-112)" Lesbre, Patrick